# Roger von Salerno
Roger von Salerno oder Roger vom Prinzipat (* vor 1085; † 28. Juni 1119 bei Sarmada) aus dem Haus Hauteville war Regent des Fürstentums Antiochia von 1112 bis 1119.
Er war der Sohn von Richard vom Prinzipat und Verwandter von Tankred von Tiberias, beides Enkel von Tankred von Hauteville und Teilnehmer des Ersten Kreuzzugs. Nach Tankreds Tod im Jahr 1112 wurde er Regent von Antiochia, da der designierte Nachfolger Bohemund noch ein Kind war. Wie Tankred war Roger fast unablässig im Krieg mit den nahen Muslimstaaten wie zum Beispiel Aleppo. 1114 verursachte ein Erdbeben großflächige Zerstörungen im Fürstentum, so dass er in den folgenden Jahren damit beschäftigt war, vor allem die grenznahen Befestigungsanlagen wieder aufzubauen.
Roger schlug ein Heere des Seldschukensultans Muhammad I. Tapar unter dem Heerführer Bursuq von Hamadan in der Schlacht von Sarmin (1115). Verbündet mit seinem Schwager Joscelin I. von Edessa übte er so viel Druck auf Aleppo aus, dass die Stadt sich 1118 mit dem Schutz des Ortokiden-Emirs Ilghazi von Mardin unterstellte. Als Ilghazi im Jahr 1119 das Fürstentum überfiel, stellte sich Roger ihm mit nur 700 Rittern und 3000 Fußsoldaten entgegen, ohne auf die Verstärkung aus dem Königreich Jerusalem und der Grafschaft Tripolis zu warten. In der folgenden Schlacht auf dem Ager Sanguinis wurde das Aufgebot des Fürstentums nahezu vollständig aufgerieben, auch Roger fand den Tod. Ilghazis Truppen plünderten nach der Schlacht die Gegend, griffen aber Antiochia selbst nicht an. Balduin II. von Jerusalem kam in den Norden und übernahm die Regentschaft im Fürstentum.
Sein Kanzler Walter hat Rogers Regierung in einer Chronik dokumentiert.
Roger heiratete nach 1114 Hodierna von Rethel, die Witwe von Heribrand III., Herr von Hierges, und Tochter von Hugo I., Graf von Rethel. Die Ehe blieb kinderlos.